# Sodom und Gomorrha
Sodom und Gomorrha is een Oostenrijkse dramafilm uit 1922 onder regie van Michael Curtiz.

## Verhaal
Mary Conway is een lichtvaardige vrouw die is opgegroeid in een gegoede familie. Haar moeder wil dat ze in het huwelijk treedt met een rijke oude man, maar ze is zelf verliefd op de beeldhouwer Harry Lighton. Bovendien heeft ze ook een oogje op Eduard, de zoon van de oude man. In een droom komt ze terecht in het Bijbelse Mesopotamië. In Sodom beleeft ze haar zondige daden opnieuw. Ze moet er echter een zeer hoge prijs voor betalen.

## Rolverdeling
| Acteur         | Personage               |
| -------------- | ----------------------- |
| Georg Reimers  | Jackson Harber          |
| Victor Varconi | Priester van het lyceum |
| Lucy Doraine   | Mary Conway             |
| Erika Wagner   | Agathe Conway           |
| Walter Slezak  | Eduard Harber           |
| Kurt Ehrle     | Harry Lighton           |